# 卵叶茜草
卵叶茜草（学名：Rubia ovatifolia），为茜草科茜草属下的一个植物变种。